# Damjana Černe
Damjana Černe, slovenska igralka, * 23. april 1958, Reka, Hrvaška.
Končala je AGRFT, takoj po študiju pa se je leta 1983 zaposlila v SMG. Večkrat je sodelovala z režiserjem Draganom Živadinovom, med drugim v predstavah Krst pod Triglavom in Gravitacija 0.
Poleg dela v SMG že ves čas sodeluje tudi s tujimi režiserji v tujini.
Za svoje delo je leta 2006 prejela Župančičevo nagrado.